# 2006年トリノオリンピックのイタリア選手団
2006年トリノオリンピックのイタリア選手団（2006ねんトリノオリンピックのイタリアせんしゅだん）は、2006年2月10日から2月26日までイタリアのトリノで開催された2006年トリノオリンピックのイタリア選手団、およびその競技結果。

## 概要
今大会は、金メダル5個、銅メダル6個の合計11個のメダルを獲得した。

## メダル
| メダル | 選手名                                                                                          | 競技                   | 種目               |
| ------ | ----------------------------------------------------------------------------------------------- | ---------------------- | ------------------ |
| 金     | ジョルジョ・ディチェンタ                                                                        | クロスカントリースキー | 男子50kmフリー     |
| 金     | フルビオ・バルブーザ ジョルジョ・ディチェンタ ピエトロ＝ピレル・コットレル クリスチャン・ゾルジ | クロスカントリースキー | 男子4×10kmリレー   |
| 金     | マテオ・アネジ エンリコ・ファブリス イッポリト・サンフラテロ ステファノ・ドナグランディ         | スピードスケート       | 男子団体パシュート |
| 金     | エンリコ・ファブリス                                                                            | スピードスケート       | 男子1500m          |
| 金     | アルミン・ツェゲラー                                                                            | リュージュ             | 男子1人乗り        |
| 銅     | ピエトロ・ピレル・コットレル                                                                    | クロスカントリースキー | 男子30kmパシュート |
| 銅     | アリアンナ・フォリス ガブリエラ・パルッツィ アントネッラ・コンフォルトラ サビーナ・バルブーザ   | クロスカントリースキー | 女子4×5kmリレー    |
| 銅     | エンリコ・ファブリス                                                                            | スピードスケート       | 男子5000m          |
| 銅     | マルタ・カプルソ アリアンナ・フォンタナ カティア・ジーニー マラ・ジーニー                       | ショートトラック       | 女子3000mリレー    |
| 銅     | ゲアハルト・プランケンシュタイナー オズワルト・ヘーゼルリーダー                                 | リュージュ             | 男子2人乗り        |
| 銅     | ゲルダ・バイセンシュタイナー ジェニフェル・イサッコ                                             | ボブスレー             | 女子2人乗り        |